# 파란 대문
"파란 대문"은 1998년 공개된 대한민국의 영화이다.

## 줄거리
진아는 파란 대문이 달린 집에 창녀로 일을 하게 된다. 그 사실을 싫어했던 혜미는 진아와 마찰을 겪게 되지만 시간이 흘러 정을 느끼게 된다.

## 배역
- 이지은: 진아 역
- 이혜은: 혜미 역
- 장항선: 아버지 역
- 이인옥: 어머니 역
- 정형기: 개코 역
- 안재모: 현우 역
- 장동직: 동휘 역
- 손민석: 진호 역